# Омбрин
Омбрин (фр. Ambrines) насеље је и општина у североисточној Француској у региону Север-Па д Кале, у департману Па де Кале која припада префектури Арас.
По подацима из 2011. године у општини је живело 235 становника, а густина насељености је износила 50,21 становника/km². Општина се простире на површини од 4,68 km². Налази се на средњој надморској висини од 127 метара (максималној 139 m, а минималној 107 m).

## Демографија
| 1962. | 1968. | 1975. | 1982. | 1990. | 1999. | 2011. |
| ----- | ----- | ----- | ----- | ----- | ----- | ----- |
| 177   | 196   | 191   | 167   | 169   | 169   | 235   |

График промене броја становника у току последњих година